# Zentralrat der Konfessionsfreien (Österreich)

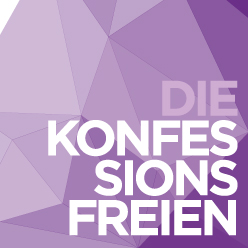
Logo

Der Zentralrat der Konfessionsfreien (auch: Die Konfessionsfreien) ist ein Verband einiger  laizistischer Organisationen in Österreich. Er wurde im Dezember 2009 als Verein in Wien gegründet und versteht sich als Interessenvertretung der weltanschaulich offenen Konfessionsfreien. Der Zentralrat tritt für die Trennung von Religion und Staat sowie für die Gleichstellung von Religions- und Weltanschauungsgemeinschaften ein.

## Grundlagen und Ziele
Der Verband erhebt laut eigenen Angaben keinen Alleinvertretungsanspruch für diese Bevölkerungsgruppe, fordert für diese jedoch die gleichen Rechte wie für eine staatlich anerkannte Religionsgemeinschaft, da Konfessionslose nicht selten Diskriminierungen im sozialen Ansehen und im beruflichen Alltag unterliegen würden.
Er setzt sich – nach eigenem Verständnis – insbesondere ein für:
- die Trennung von Staat und Kirchen/Religionsgesellschaften/Bekenntnisgemeinschaften (Laizität) im Sinn der religiösen Neutralität und der demokratischen Verfassung des Staates, um ein Ende der von ihm so gesehenen gesellschaftlichen und politischen Privilegien der genannten Institutionen und damit der Diskriminierung der Konfessionsfreien in Österreich herbeizuführen
- Menschen ohne religiöses Bekenntnis, die sich humanistischen, sozialen und demokratischen Grundsätzen verpflichtet fühlen; diese sollen organisatorisch erfasst und ihre Interessen dem Staat gegenüber vertreten werden
- Verhinderung der Bestrebungen von Religionen, Kirchen und Sekten, Macht über Menschen auszuüben
- Hilfe für Menschen, die einer Religionsgemeinschaft angehören und aus dieser austreten wollen
- fachlich fundierte Beratung für Menschen, die durch Verschulden von Religionen, Kirchen oder Sekten mit psychischen oder juristischen Problemen konfrontiert sind
- psychologische Hilfe bei religiogenen Problemen und Schwierigkeiten, von Religion loszukommen
- die Einführung eines verpflichtenden Ethikunterrichts, der nicht von Religionslehrern durchgeführt wird.

## Aktivitäten
- Atheistische Buskampagne
- Initiative gegen Kirchenprivilegien
- Kirchenaustrittsjahr 2011
- Säkularitäts-Index 2016: Transparenz in puncto Säkularität von Ländern und Institutionen

## Organisation
Vorsitzender ist Niko Alm.
2009/2010 waren folgende beteiligte Gruppen bekannt:
- AgnostikerInnen und AtheistInnen für ein säkulares Österreich (AG-ATHE)[1]
- Allianz für Humanismus und Atheismus[1]
- Humanistischer Verband Österreich[1]
- Initiative Religion ist Privatsache[4]